# Hada havelkae
Hada havelkae är en fjärilsart som beskrevs av Karl Schawerda 1938. Hada havelkae ingår i släktet Hada och familjen nattflyn. Inga underarter finns listade i Catalogue of Life.